# 7549 Woodard
7549 Woodard este un asteroid din centura principală de asteroizi.

## Descriere
7549 Woodard este un asteroid din centura principală de asteroizi. A fost descoperit pe 9 octombrie 1980 la Observatorul Palomar de Carolyn S. Shoemaker și Eugene M. Shoemaker. Asteroidul prezintă o orbită caracterizată de o semiaxă mare de 3,00 ua, o excentricitate de 0,09 și o înclinație de 9,7° în raport cu ecliptica.